# Ngantru (Trenggalek)
Ngantru is een bestuurslaag in het regentschap Trenggalek van de provincie Oost-Java, Indonesië. Ngantru telt 5777 inwoners (volkstelling 2010).